# Брилёвка (Херсонская область)
Брилёвка (укр. Брилівка) — посёлок в Виноградовской сельской общине Херсонского района Херсонской области Украины.
Расположен в 50 км к востоку от Алёшек.

## История
Основан в 1943 году.
В 1945 году здесь началось строительство элеватора.
В июле 1995 года Кабинет министров Украины утвердил решение о приватизации находившейся в посёлке автотранспортной базы треста «Херсонводстрой».
С февраля 2022 года посёлок находится под российской оккупацией.

## Население
По состоянию на начало 1978 года численность населения составляла 4,8 тыс. человек, здесь действовали завод железобетонных изделий, элеватор, филиал Скадовского консервного завода, ткацкий цех Цюрупинского комбината бытового обслуживания, средняя школа, больница, Дом культуры, клуб и 3 библиотеки.
В январе 1989 года численность населения составляла 5956 человек.
На 1 января 2013 года численность населения составляла 4394 человека.

### Языковой состав
Родной язык населения по данным переписи 2001 года:
| Язык       | Численность, чел. | Доля     |
| ---------- | ----------------- | -------- |
| Украинский | 4 144             | 90,48 %  |
| Русский    | 385               | 8,41 %   |
| Другое     | 51                | 1,11 %   |
| Итого      | 4 580             | 100,00 % |

## Инфраструктура и экономика
В поселке находится железнодорожная станция на линии Херсон — Джанкой.
На территории поселка размещены следующие предприятия:
- Специализированное строительно-монтажное управление № 20 треста «Херсонводстрой»;
- Брилёвская автобаза;
- Механизированная передвижная колонна № 27;
- Завод железобетонных изделий;
- Филиал Скадовского консервного завода;
- Пункт райбыткомбината
- ряд заведений розничной торговли (в общей сложности 26 торговых точек).

## Образование и культура
Действует средняя школа, а также школа рабочей молодежи и детская музыкальная школа. Имеется дом культуры с залом на 450 мест, 2 библиотеки с книжным фондом 29 тысяч экземпляров.

## Археология
Вблизи поселка исследован курган с погребениями эпохи бронзы (II тысячелетие до н. э.) и скифского времени (IV—III вв. до н. э.).